# Montagne della penisola di Dingle
Le montagne della penisola di Dingle sono le montagne della famosa penisola di Dingle, Irlanda. Convenzionalmente vengono raggruppate in due catene montuose che non hanno un nome specifico, una che attraversa il centro della penisola, nella contea di Kerry, mentre l'altra si trova all'estremità occidentale della penisola stessa. Tutte le montagne di Dingle si trovano ad ovest della Slieve Mish, catena importante che si estende a sud di Tralee. I due raggruppamenti orografici sono separati da piccole colline o da valli fluviali.

## Topografia

### Eastern Mountains
Le Eastern Mountains attraversano orizzontalmente da est a ovest la penisola per circa 20 km. Ad un certo punto esse subiscono una deviazione verso nord per circa 11 km, costeggiando l'oceano, verso cui degradano come scogliere. Queste montagne, che risultano essere parecchio ripide, costituiscono la spina dorsale di Dingle, assumendo la forma di una L, chiaramente visibile tramite una carta fisica. Solo in alcuni tratti ci sono punti meno ripidi, dove si possono trovare torbiere e piccoli laghi. Ci sono chiare prove di recenti glaciazioni, come circhi glaciali, valli ad U e laghi in serie. Ci sono dozzine di cime, molte senza nome ufficiale inglese, poiché, essendoci un marcato ricorso al gaelico, queste mantengono il nome irlandese. Tra le cime più importanti ci sono, da est a ovest: Stradbally Mountain (Cnoc na tSráidbhaile), 798 m; Beenoskee (Binn os Gaoith), 826 m; Cnoc Mhaoilionáin, 593 m; An Cnapán Mór, 649 m; Sliabh Mhacha Ré, 620 m; Ballysitteragh o Cnoc Bhaile Uí Shé, 623 m; Brandon Peak o Barr an Ghéaráin, 840 m; monte Brandon (Cnoc Bhreandáin), 952 m; Piaras Mór, 748 m; Más an Tiompáin, 763 m.

### Western Mountains
Una catena più piccola è situata sulla punta occidentale della penisola e presenta due sole cime con nome: il Mount Eagle a sud e il Croaghmartin a nord, i quali vantano rispettivamente 516 e 403 metri di altitudine in vetta. Il più occidentale centro abitato dell'isola irlandese, Dún Chaoin, si trova sulla parete occidentale di questa piccola catena, a ridosso dell'oceano Atlantico.